# Чукотстройлаг
Чукотстройла́г (Чукотский исправительно-трудовой лагерь) — лагерное подразделение, действовавшее в структуре Дальстроя. Чукотский ИТЛ также известен также как ИТЛ Чукотстроя и ЛО Чукотстроя.

## История
Чукотстройлаг создан в 1949 году. Управление Чукотстройлага размещалось в посёлке Эгвекинот, Чукотский автономный округ. В оперативном командовании он подчинялся первоначально Главному управлению исправительно-трудовых лагерей Дальстрой, а позднее — Управлению северо-восточных исправительно-трудовых лагерей Министерства юстиции СССР (УСВИТЛ МЮ) (позднее УСВИТЛ передан в систему Министерства внутренних дел).
Единовременное количество заключённых могло достигать 7000 человек. Всего с 1946 по 1957 год через «Чукотстройлаг» прошло 40000 заключенных.
Чукотстройлаг прекратил своё существование в 1956 году.

## Производство
Основным видом производственной деятельности заключённых было обслуживание и строительство промышленных и гражданских объектов Дальстроя. В их число входило строительство морского порта и аэродрома в посёлке Эгвекинот, прокладка автодороги Иультин — Эгвекинот, работа на приисках, рудниках и обогатительных фабриках, заготовка вольфрамового концентрата.

## Начальники
- инж.-п/п Ленков Б. Н., ? — по 15.07.1952 (упом. 01.11.1950)
- п/п инт. с. Карпов Б. Н., с 15.07.1952 — ? (упом. 24.11.1952)
- майор Гармаш ?.?. (упом. 01.08.1953)